# Kjell Westö
Kjell Westö (Helsinki, 1961. augusztus 6. –) finn író és újságíró. Svéd nyelven alkot. Ismertségét a Helsinkiben játszódó regényei révén szerezte, de írt elbeszélést, esszét, jártas a költészetben és az újságírásban is.

## Élete
Westö újságírást tanult a Helsinkiben székelő Svéd Társadalomtudományi Iskolában, és karrierjét a Hufvudstadsbladet (Finnország legnagyobb svéd nyelvű folyóirata) és a Ny Tid baloldali lap szerzőjeként kezdte. Irodalmi pályája 1986-ban költőként indult. Három évvel később megjelent első prózai kötete, az Utslag och andra noveller, ami jelentős sikert ért el, kedvezően fogadta a kritika és jelölték a nagynevű Finlandia Díjra. Már korai írásai is hordozták azokat a jegyeket, amik később védjegyeivé lettek: a biztos dialógusvezetést, a helyzet-és hangulatteremtés bravúrjait.
Első regénye, a Drakarna över Helsingfors (1996) nagy hatást gyakorolt a finn és svéd nyelvű olvasókra Finnországban. Következő regényei, a Vådan av att vara Skrake (2000) és a Lang (2002) szintén jelölést kapott a Finlandia Díjra, valamint az Északi Tanács Irodalmi Díjára is amellett, hogy a Langot tizenhárom nyelvre fordították le. Negyedik regénye, a Där vi en gång gått (magyarul megj.: Ahol egykor jártunk, 2006), bebiztosította Westö írói státuszát egész Finnországban, és megnyerte vele a Finlandia Díjat. Mind a svéd, mind a finn kiadást kereskedelmi sikerként könyvelték el, és a regény meghozta az áttörést az író számára Svédországban is. Színpadi adaptáció is készült belőle, amit a Helsinki City Theatre társulata adott elő, és a mozitermeket is meghódította 2011-es filmváltozatával, ami a regényből készült sorozat rövidített változata.
A különböző korok ábrázolásában Westö törékeny, sérülékeny alakokat mutat be, és azt a hatást, amit a nagy történelmi események rájuk gyakorolnak. Ez a gyakorlat ötödik regényében, a Gå inte ensam ut i natten-ben (2009) is folytatódik épp úgy, ahogy a hatodik Hägring 38 (2013, magyarul: "Délibáb") című kötetben. Mint korábbi művei, a Hägring 38 is Helsinkiben játszódik, ahol egy kor és egy társadalmi osztály portréja. Jelölést kapott a Finlandia Díjra és Svédország neves August-díjára is, 2014-ben pedig az Északi Tanács Irodalmi Díjának és a Swedish Radio Novel Prize nyertese lett. Még ugyanebben az évben egész életművéért az író további két díjat kapott Svédországtól , az Aniara Díjat és a Samfundet de Nio ("Kilenc Társaság") nagydíját.
Mára Kjell Westö műveit több, mint húsz nyelvre fordították le, és hétszeres nyertese a Finnországi Svéd Irodalmi Társaság díjának. Hetedik regénye a Den svavelgula himlen, ami 2017 őszén jelent meg svédül, finnül, norvégul és dánul, de fordítási jogait még az évben a francia, német és holland nyelvekre is kiterjesztették.
2017 szeptemberében a Hägring 38 Mikaela Hasan és Michael Baran adaptációjában és Hasan rendezői munkája által megélte első finn nyelvű színpadi változatát a Helsinki Finn Nemzeti Színházban.
Westö elmondása szerint írásait a soha véget nem érő kíváncsiság élteti, aminek fő tárgyai az emberlét örökös talánya és az elnyomhatatlan vágy annak kifürkészésére, hogy miért vagyunk olyanok, amilyenek és miért csináljuk úgy a dolgokat, ahogy. A múlt felkutatását épp úgy élvezi, mint a jelen kérdéseit, miközben az emberek különbözőségeit ábrázolja az ellentétes nézőpontok és körülmények bemutatásával. Egy alkalommal így magyarázza írásmódját: "Ismeretlenek tűnnek fel hívatlanul a fejemben és csak magyaráznak és csinálnak ezt-azt, és ki akarnak szabadulni."
Az író elvált, első házasságából két fia született. Saját bevallása szerint a nyelvek nagy rajongója, így öt nyelven beszél és még többön olvas. Szabadidejét legszívesebben zenével tölti, két dalfeldolgozásokat készítő együttes, a WHAT? és a Nyrok Dolls gitárosa. Fiatalabb korában élénken hódolt a halászat örömeinek - ebben hasonlított ifjúkori kedvencére, a színész Paul Newmanre. (Newman gyakran említette önéletrajzában, hogy ő "általában a leggyatrább halász az Egyesült Államok Keleti Partján", ahogy Westö is biztosított mindenkit, hogy amíg ő a csónakban tartózkodik, nem lesz kapás.)

## Művei
- Tango orange (1986)
- Epitaf över Mr. Nacht (1988)
- Avig-Bön (1989; Anders Hed álnéven írta)
- Utslag och andra noveller (1989)
- Fallet Bruus. Tre berättelser (1992)
- Drakarna över Helsingfors (1996)
- Metropol (1998; Kristoffer Albrecht közreműködésével)
- Vådan av att vara Skrake (2000)
- Lang (2002)
- Lugna favoriter (2004)
- Där vi en gång gått (2006, magyarul megjelent: "Ahol egyszer jártunk")
- Gå inte ensam ut i natten (2009)
- Sprickor: valda texter 1986–2011 (2011)
- Mirage 38 (2013, svédül: "Hägring 38", magyarul megjelent: "Délibáb")
- Den svavelgula himlen (2017)

## Magyarul
- Ahol egykor jártunk. Regény egy városról, és vágyunkról, hogy ki szeretnénk látszani a fűből; ford. Papolczy Péter, utószó Dalos György; L'Harmattan, Bp., 2014
- Délibáb. Regény; ford. Jávorszky Béla; Széphalom Könyvműhely, Bp., 2015

## Díjai
Kjell Westö számos nagynevű díj és elismerés nyertese. Jelölték a Finlandia Díjra 1989-ben (Utslag), 2000-ben (Vådan av att vara Skrake), 2002-ben (Lang) és 2013-ban (Délibáb). A díjat 2006-ban az "Ahol egyszer jártunk" (Där vi en gång gått) című regényéért nyerte el.
Az Északi Tanács Irodalmi Díjára 2001-ben (Vådan av att vara Skrake) és 2003-ban (Lang) jelölték, a díjat 2014-ben a Hägring 38 ("Délibáb") c. regényéért vihette el. Ugyanebben az évben a Hägring 38-ért a Swedish Radio Novel Prize-t is elnyerte, és két másik elismerés méltatta életművét Svédország jóvoltából: az Aniara Díjat és a Samfundet De Nio nagydíját. A Finnországi Svéd Irodalmi Társaság hét alkalommal, 1987, 1990, 1997, 2001, 2007, 2010 és 2014 éveiben díjazta az írót.

## Fordítás
- Ez a szócikk részben vagy egészben  a   Kjell Westö című angol Wikipédia-szócikk ezen változatának fordításán alapul.  Az eredeti cikk szerkesztőit annak laptörténete sorolja fel. Ez a jelzés csupán a megfogalmazás eredetét és a szerzői jogokat jelzi, nem szolgál a cikkben szereplő információk forrásmegjelöléseként.